# Dead or Alive: Dimensions
Dead or Alive: Dimensions (デッド オア アライブ ディメンションズ?, Deddo oa Araibu Dimenshonzu) è un picchiaduro della serie Dead or Alive sviluppato dal Team Ninja e pubblicato da Koei Tecmo (in Europa e Australia da Nintendo) nel 2011 per Nintendo 3DS. È il primo videogioco della serie per una console Nintendo.

## Trama
Dead or Alive: Dimensions narra interamente la storia dei primi quattro titoli della serie, fino a Dead or Alive 4. A causa di alcune inconsistenze nella storia (come la scomparsa di Kasumi Alpha nei titoli successivi al secondo) e del vasto numero di personaggi, oltre che per saldare ulteriormente i legami con Ninja Gaiden, vengono apportate molte modifiche alla storia.

### Prologo
Nel prologo di DOAD vengono introdotti i personaggi appartenenti al clan del Mugen Tenshin, un clan di ninja situato in Giappone, e la sua storia. Raidou, figlio del capo del clan e predestinato alla successione, iniziò a discostarsi dall'etica del ninja sfogando la sua sete di violenza, incappando nelle ire del padre, che scelse di allenare il figlio Shiden, fratello minore di Raidou, come nuovo capo. Raidou, in una scoppio d'ira, violentò la moglie di Shiden, Ayame, che rimase incinta, e fu bandito dal villaggio.
Anni dopo i figli di Shiden e Ayame, Hayate e Kasumi, iniziarono il loro addestramento di ninja, con Hayate addestrato per diventare il 18° capo del clan. La figlia di Raidou e Ayame invece, Ayane, venne cresciuta come bastarda dal capo della setta Hajinmon, parte interna del clan, Genra. Un giorno Raidou ritornò al villaggio per rubare l'unica tecnica che il padre non gli aveva insegnato, la tecnica fulmine squarcia-cielo, grazie alla sua abilità di copiare le tecniche altrui. Durante uno scontro con Hayate, quest'ultimo usò la tecnica segreta che fu immediatamente copiata dai Raidou, e quest'ultimo, risultando più forte, sconfisse quella del nipote, scaraventandolo contro un albero e facendolo entrare in coma. Kasumi venne così addestrata per diventare il 18° capo al posto del fratello, pur non essendo a conoscenza del vero motivo del coma di Hayate.
Un giorno però Ayane le raccontò la verità, e Kasumi decise di abbandonare il villaggio per cercare e uccidere Raidou, diventando a tutti gli effetti una traditrice. Genra ordinò quindi ad Ayane di seguirla ed ucciderla, e le due si scontrarono sul ponte all'ingresso del villaggio, per essere interrotte da un elicottero. Su di esso Christie disse a Kasumi di salire se si voleva salvare, e così, una volta salita, incontrò Christie e Bayman, entrambi ingaggiati da Donovan.

### Capitolo 1
Nel primo capitolo, corrispondente a Dead or Alive, Kasumi viene a scoprire che Raidou parteciperà al torneo internazionale di arti marziali Dead or Alive, organizzato dalla zaibatsu DOATEC, capitanata da Fame Douglas. I partecipanti sono mossi da differenti motivazioni, come Zack, in cerca di denaro, e Tina Armstrong, in cerca di fama, mentre lo stesso Raidou cerca di rubare più tecniche possibile agli altri combattenti grazie alla speciale abilità di copiare le mosse altrui.
Al torneo trova come partecipante anche Ayane, infiltrata con lo scopo di sconfiggerla, ma Kasumi ha la meglio, qualificandosi alle finali dopo aver sconfitto Ryu Hayabusa, scontrandosi direttamente con Raidou. Nel combattimento finale entrambi usano il fulmine squarcia-cielo, e con l'aiuto di Ryu Hayabusa che lancia un kunai nel braccio di Raidou, Kasumi riesce ad uccidere suo zio. Subito dopo però viene rapita dalla DOATEC, e il capo dell'organizzazione stessa, Douglas, viene assassinato da Bayman sotto ordine di Victor Donovan, scienziato a capo del dipartimento di sviluppo della DOATEC. Bayman viene infine tradito da Donovan e viene lasciato indietro da Christie.

### Capitolo 2
Nel secondo capitolo, che corrisponde Dead or Alive 2, viene introdotto il personaggio di Kasumi Alpha, clone di Kasumi nato attraverso un progetto di clonazione noto come Progetto Alpha e messo a punto da Donovan. Kasumi Alpha va al villaggio del clan Mugen Tenshin dove rapisce il corpo comatoso di Hayate per conto di Donovan, incappando però in Ayane. Il clone utilizza un potere ninpō illusorio per farle perdere i sensi, facendo avere ad Ayane una visione di un tengu, Gohyakumine Bankotsubo, entrare nel mondo degli umani attraverso un portale sul monte Miyama.
Nel frattempo, Helena Douglas, figlia di Fame Douglas, annuncia la sua nuova posizione come CEO della DOATEC e decide di inaugurare il secondo torneo DOA. All'annuncio è presente anche Ryu Hayabusa, che indaga la connessione della DOATEC con il rapimento di Kasumi, arrivando alla conclusione di Lisa Hamilton sia in qualche modo collegata a tutto ciò. Origliando alcune conversazioni tra Lisa e Donovan, viene indirizzato ad un laboratorio della DOATEC Germania e con l'aiuto di Irene riescono a trovarlo. In questo laboratorio è rinchiusa Kasumi, che finisce con lo scontrarsi con il suo clone, ma anche Hayate, su cui vengono fatti degli esperimenti noti come Progetto Epsilon, ma mentre Ryu si infiltra nell'edificio e trova Kasumi sana e salva, Lisa e Kasumi Alpha riescono a fuggire su un elicottero, che però sulla Foresta Nera inizia ad avere dei problemi al motore e perde quota. Dopo lo schianto, Hayate rinviene dal coma, e fuggendo dal luogo dell'incidente incontra Hitomi, scambiandola per Kasumi, e perde i sensi.
Nel periodo successivo Hayate viene accudito dalla famiglia di Hitomi e istruito all'arte del karate, e non avendo ricordi della vita precedente, prende l'alter ego di Ein, che però crede che il torneo DOA gli darà le risposte che cerca. Intanto sia Ryu che Kasumi riconoscono Hayate come uno dei partecipanti e si iscrivono a loro volta, ma con poco successo, visto che Ein continua ad avere pochi ricordi prima degli esperimenti di Donovan. Ryu si reca al monte Miyama dove sconfigge il tengu, salvando il mondo, e viene raggiunto da Ein e poco dopo da Kasumi. Dopo uno scontro fra questi due, Ein riconosce la sorella, riacquistando la memoria, ma vengono interrotti da Genra, il vero responsabile per la venuta di tengu, e Ryu e Hayate sono costretti a combattere Ayane (controllata da una magia di Genra) e Kasumi Alpha, che però dopo lo scontro riesce a fuggire.

### Capitolo 3
Il terzo capitolo rinarra la storia di Dead or Alive 3. La differenza maggiore sta nel fatto che mentre in DOA3 la relazione tra Genra e la DOATEC non era chiara, in DOAD Genra viene introdotto già nel secondo capitolo come un ninja assetato di potere che ha tradito il proprio clan. Hayate chiede quindi al padre Shiden di scovare ed uccidere Genra, e Shiden non lo solo acconsente ma gli offre anche il ruolo di capo del clan, diventando a tutti gli effetti il 18° capo del Mugen Tenshin. Ciò porta ad un litigio tra Hayate ed Ayane: il primo vuole il ritorno di Kasumi al villaggio, mentre la seconda è ancora contraria e la pensa una traditrice. Il tutto si riduce ad un duro schiaffo di Hayate verso Ayane, atto che le fa ripensare i sentimenti verso il fratellastro e la fa tentare il suicidio. La ragazza viene però fermata dalla madre, che le convince anche a salvare Kasumi, in quanto il legame di sangue è più forte del codice dello shinobi.
Le tracce di Genra portano alla DOATEC, in particolare ad un nuovo progetto sullo sviluppo di un superuomo chiamato Progetto Omega. Hayate ed Ayane decidono così di iscriversi al torneo per infiltrarsi nell'azienda e raccogliere più informazioni. Durante il torneo Hayate incontra Helena, capo della DOATEC, e le chiede riguardo al Progetto Omega e Genra, anche se lei gli risponde che entrambi sono solo dei burattini nelle mani della DOATEC stessa e che è inutile cercare delle risposte.
Più avanti vi è uno scontro amichevole tra Hayate e Ryu Hayabusa, in cui Ayane e Irene sono spettatrici, ma il combattimento è interrotto dalla kunoichi che avvisa i due del rapimento di Irene da parte di Christie. In realtà il rapimento è solo una distrazione per ingannare Hayabusa e non farlo entrare nel varco dimensionale creato da Genra in cui sono già andati Hayate ed Ayane. I due ninja combattono l'ultimo esperimento della DOATEC sconfiggendolo una prima volta, fino a quando esso si rialza ed è pronto a colpire nuovamente, ma viene tempestivamente fermato da Hayabusa. Mentre lui lo tiene fermo, Hayate ed Ayane utilizzano un ninpō combinato per ucciderlo (a differenza di DOA3 in cui è solo Ayane ad ucciderlo).

### Capitolo 4
Il quarto capitolo comprende le vicende di Dead or Alive 4. Helena riprende il controllo attivo della DOATEC e decide di investigare i progetti di sviluppo di armi biologiche e di clonazioni portati avanti dallo scienziato Donovan, oltre che istituire il quarto torneo di combattimento. Giunta la notizia ad Hayate, egli progetta un attacco finale alla sede principale dell'organizzazione, la Tritorre DOATEC, per distruggere definitivamente la causa di molti mali per il clan.
In questo capitolo i ninja non partecipano attivamente al torneo, ma bensì, aiutati da Irene e da Ryu Hayabusa, attaccano la DOATEC arrivando fino ai laboratori segreti contenenti l'ultima fase del Progetto Alpha: la modificazione di Kasumi Alpha in un essere di pura energia, chiamato Alpha-152. Kasumi appare alla Tritorre per combattere il suo clone, mentre il resto dei ninja distruggono la struttura. Tuttavia Alpha-152 riesce a fuggire, come anche Donovan.

### Capitolo 5
Il quinto capitolo narra i capitoli precedenti dal punto di vista di Helena Douglas, focalizzandosi sulla sua storia.
Dopo essere diventata CEO della DOATEC, succeduta al padre, Helena inizia a perdere il controllo dell'azienda e molte cose le vengono nascoste riguardo ai progetti attuati da Victor Donovan. Quest'ultimo infatti utilizza l'assassina Christie e la collega Lisa per controllare Helena, in particolare di Christie, spacciata per la sua nuova assistente (in DOA3 ha un ruolo simile, ma Helena viene rapita e tenuta segregata nel Castello Lorelei). Accortasi che c'era qualcosa che non andava, Helena ingaggia Bayman come guardia del corpo, quest'ultimo già tradito da Donovan e Christie, e gli chiede di ucciderlo una volta per tutte. D'altra parte, viene rivelato ad Helena che la morte di sua madre era stata un incidente, perché il vero obiettivo era lei, ed era nei piani di Donovan sbarazzarsene una volta per tutte tramite Christie, anche se l'assassina viene fermata tempestivamente da Bayman.
Nel quarto torneo, Helena comprende i veri piani di Donovan e decide di distruggere la DOATEC una volta per tutte, in concomitanza con gli attacchi esterni dei ninja. Nella Tritorre aziona il sistema di autodistruzione, anche se era ormai troppo tardi cercare di fermare Alpha-152 o Donovan. Qui si scontra con Christie, che si rivela come assassina della madre e una volta sconfitta, si dirige ai piani superiori per morire in pace. Alla fine viene salvata da Zack tramite un elicottero.
In una scena dopo i titoli di cosa, viene visto Donovan togliersi la sua solita maschera bianca e mettersi quella di Genra.

## Modalità di gioco
Il sistema di combattimento rimane fedele a Dead or Alive 3, piuttosto che Dead or Alive 4. Non vi sono modifiche sostanziali o novità introdotte nelle meccaniche di gioco.
Il gioco presenta diverse modalità:
- Chronicle: in questa modalità, si può rivivere l'intera saga di Dead or Alive. È anche il modo principale per sbloccare tutti i personaggi presenti. I personaggi controllabili in questa modalità sono Kasumi, Ayane, Ryu Hayabusa ed Hayate. L'ultimo capitolo invece racconta determinati eventi dal punto di vista di Helena Douglas (personaggio controllabile).
- Arcade: in questa modalità si possono sfidare avversari controllati dall'AI. Man mano che si prosegue, i livelli diventano sempre più difficili. In totale sono sei. La novità di "arcade" è che anche i personaggi Kasumi Alpha, Alpha-152 e Genra sono giocabili in tutte le modalità (tranne in chronicle, dove sono gli avversari) e per la prima volta, in generale sono giocabili.
- Sfida in coppia: in questa modalità si può scegliere una coppia di personaggi per affrontare avversari potenti. In totale i livelli sono venti.
- Vinca il migliore: si possono sfidare una serie di avversari in una sfida di tanti round.
- Sopravvivenza: il trucco del gioco sta nel battere più avversari possibile. Si partirà da un livello di 10 personaggi, poi andando a 20, poi a 30, poi a 50, ed infine a 100 personaggi.
- Gioco su Internet; con SpotPass si possono sfidare avversari in tutto il mondo.
- Wireless: in questa modalità si possono sfidare gli amici nella stessa stanza.
- Allenamento: qui ci si può allenare ed esercitare le proprie mosse e prepararsi alle grandi sfide che offre il gioco.
- Vetrina: in questa modalità si possono collezionare miniature dei personaggi. Si sbloccano in tutte le modalità. Inoltre si possono scattare foto ai personaggi anche in 3D.
- Album foto 3D: in questa modalità vengono salvate le foto scattate ai personaggi delle miniature nella modalità "Vetrina", che possono essere sia in 3D che in 2D.
- Opzioni: qui si possono modificare le impostazioni di gioco, lingua e audio, sistema vocale ecc. I vari sistemi vocali possono essere sbloccati nella modalità chronicle.

È stata anche aggiunta la possibilità di modificare leggermente l'aspetto dei personaggi, in particolare di Kasumi, Kasumi α, e Leifang, con la possibilità di scegliere una acconciatura di capelli, e di La Mariposa, cioè rimuovere la maschera nei costumi in cui la possiede.

## Personaggi
I personaggi in totale sono 26. Di seguito quelli giocabili sin dall'inizio:
- Ayane, ninja giapponese e sorellastra di Kasumi e Hayate.
- Bass, pro-wrestler statunitense e padre di Tina.
- Bayman, assassino russo, praticante di sambo.
- Brad Wong, zingaro cinese, praticante di zui ba xian quan.
- Christie, assassina britannica e praticante di she quan.
- Eliot è uno studente britannico, unico apprendista di Gen Fu e praticante del xing yi quan.
- Ein, alter ego di Hayate, praticante di karate.
- Gen Fu, maestro di xinyi liuhe quan e proprietario di una libreria.
- Hayate, 18° capo del clan Mugen Tenshin e fratello di Kasumi.
- Helena, cantante lirica, praticante di pi qua quan.
- Hitomi, karateka tedesca, attualmente studentessa delle scuole superiori.
- Jann Lee, buttafuori cinese e praticante di Jeet Kune Do.
- Kasumi, ninja giapponese del clan Mugen Tenshin.
- Kokoro, una maiko giapponese di 17 anni e praticante di ba ji quan.
- La Mariposa, alter ego di "Lisa Hamilton", è una luchadora americana dalle origini misteriose.
- Leifang, studentessa universitaria cinese, maestra del t'ai chi quan.
- Leon, mercenario italiano, praticante di sambo.
- Ryu Hayabusa, ninja del clan Hayabusa, proprietario di un negozio di antiquariato e migliore amico di Hayate.
- Tina, pro-wrestler statunitense.
- Zack, DJ americano e praticante del muay thai.

Tutti i cinque boss presenti fino a Dead or Alive 4 sono sbloccabili. È un più presente un personaggio segreto sbloccabile, Shiden:
- Raidou, ninja esiliato del clan Mugen Tenshin, zio di Hayate e Kasumi e padre di Ayane. È il boss finale di DOA1.
- Kasumi α, primo clone di Kasumi. Appare come boss intermedio in DOA2.
- Bankotsubo, tengu arrivato nel mondo degli uomini. È il boss finale di DOA2.
- Genra, ninja del clan Mugen Tenshin e padre adottivo di Ayane. È il boss finale di DOA3.
- Alpha-152, forma evoluta di Kasumi α, è il boss di DOA4.
- Shiden, 17° capo del clan Mugen Tenshin e padre di Hayate e Kasumi. Appare come boss nelle modalità Arcade (percorso 6), Sfida in Coppia (livello 20, in coppia con Raidou) e Sopravvivenza (100 incontri, lui è l'ultimo avversario).

## Sviluppo
Dead or Alive: Dimensions è stato annunciato per la prima volta all'E3 2010 con il titolo Dead or Alive 3D.
In seguito alla collaborazione del Team Ninja allo sviluppo di Metroid: Other M per Nintendo, è stato inserito in DOAD un livello chiamato Geothermal Plant. Il livello è ambientato in una fornace con una piattaforma sospesa su una colonna sopra la lava e guardata a vista in volo da Ridley, uno dei boss ricorrenti della saga Metroid, che ogni tanto spara una palla di fuoco sul campo, e in caso di caduta fuori dal ring di uno dei lottatori afferrerà il malcapitato facendolo strisciare sulla parete dell'impianto, sputandogli fuoco in faccia e rigettandolo nell'arena. Per sbloccare questa arena si deve sconfiggere Shiden, il vero personaggio segreto del gioco, al termine del percorso 6 in modalità Arcade. Un'altra aggiunta è il cameo di Irene, apparsa inizialmente in Ninja Gaiden 2, come aiutante di Ryu.

## Accoglienza
Dead or Alive: Dimensions è stato ben accolto dalla critica: al 2017 è valutato all'82,02% su GameRankings e 79/100 su Metacritic.
La recensione di Nintendo Power ha lodato gli intermezzi animati nella modalità Chronicle e il gameplay molto veloce, ma criticato il 3D e la modalità Tag. Secondo VideoGamer.com, la possibilità di giocare online è una buona aggiunta ma non è così ben strutturata, mentre la modalità Chronicle è un casino narrativo. GameZone ha lodato il numero elevato di modalità, di contenuti sbloccabili e la funzione multiplayer, descrivendolo come un videogioco per console portatile che ogni giocatore dovrebbe avere.

### Controversie
A causa di una controversia nei paesi nordici, Dead or Alive: Dimensions non viene venduto in Svezia, Norvegia e Danimarca. Il problema è sorto quando un utente di forum su Internet ha messo in rilievo il fatto che tre personaggi minorenni (Kasumi, Ayane, Kokoro) potevano essere viste in situazioni considerate lascive. Una situazione simile è avvenuta anche in Australia, che ha portato l'innalzamento della classificazione OFLC da PG (consigliata la presenza di adulti) a M (consigliato ai maggiori di 13 anni).